# 卑路乍炮台
卑路乍炮台（英語：Belcher's Battery）建於1886年，位於現西環寶翠園內，炮台分為上卑路乍炮台（Upper Belcher's Battery）及下卑路乍炮台（Lower Belcher's Battery）。炮台至1946年正式棄用。
昔日，卑路乍在香港島東西兩面各建一座炮台。東面為鯉魚門炮台；西面為西環山上的炮台，由於它是最先建成，故稱為卑路乍炮台，而建於炮台下的街道，則稱為卑路乍街，其面對的海灣就稱為卑路乍灣。之後卑路乍炮台拆卸，改建成住宅寶翠園，而寶翠園內保留了原本屬於卑路乍炮台的一座英式遠程大炮，留為紀念。但1990年代以後，由於寶翠園拆卸重建，這座炮台也被移走了。

## 註腳
1. ↑  .   [2009-06-27]. （原始内容存档于2010-02-17）.
2. ↑  《趣談香港街道》爾東編，ISBN 962-973-967-4，第168頁。
3. ↑  .   [2009-06-27]. （原始内容存档于2010-11-23）.